# Art Acord
Arthemus Ward "Art" Acord (Glenwood, 17 de abril de 1890 - Chihuahua, 4 de janeiro de 1931[carece de fontes?]) foi um ator de cinema estadunidense que atuou na época do cinema mudo. Trabalhou também como dublê e foi campeão de rodeios. Atuou em mais de cem filmes, como ator ou dublê.

## Biografia

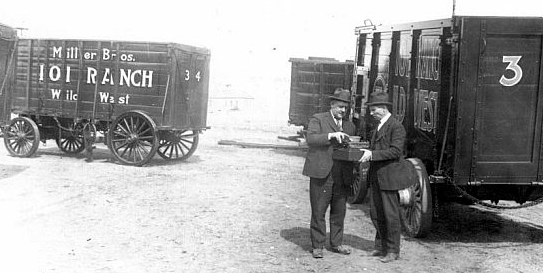
Vagões do Miller Brothers 101 Ranch Wild West Show, onde Art Acord trabalhava como cowboy.

Nascido de pais mórmons em Glenwood, Utah, quando jovem Acord trabalhou como cowboy e rancheiro. Ele venceu o campeonato mundial de Steer Bulldogging em 1912 e depois novamente em 1916, derrotando o adversário e amigo Hoot Gibson.[carece de fontes?] Steer Bulldogging é um evento de rodeio em que um peão montado a cavalo persegue um boi, pula do cavalo e então luta com o boi no chão rodando seus chifres. O cavalo de Art era denominado Raven.
Acord foi um dos poucos cowboys a montar o cavalo Steamboat — que mais tarde inspiraria o logotipo de cavalo da placa de Wyoming — durante oito segundos. Suas habilidades de rodeio se intensificaram quando ele trabalhou por um tempo para os irmãos Miller, viajando no Miller Brothers 101 Ranch Wild West Show. Foi quando ele fez amizade com Tom Mix, Bee Ho Gray, "Broncho Billy" Anderson e Hoot Gibson, todos cowboys famosos na tela de cinema.
Acord se alistou no exército dos Estados Unidos na Primeira Guerra Mundial e serviu no mar. Ele foi premiado com a Croix de Guerre[carece de fontes?] por bravura.

## Carreira cinematográfica

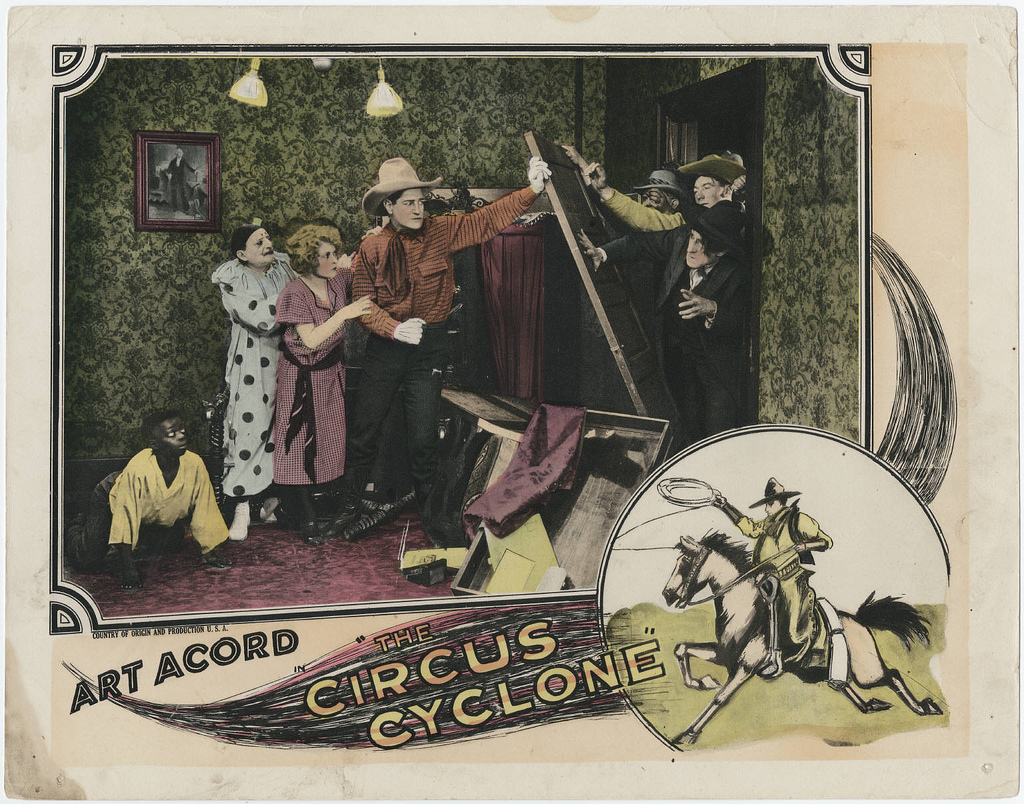
Card do Filme The Circus Cyclone (1925), estrelado por Art Acord

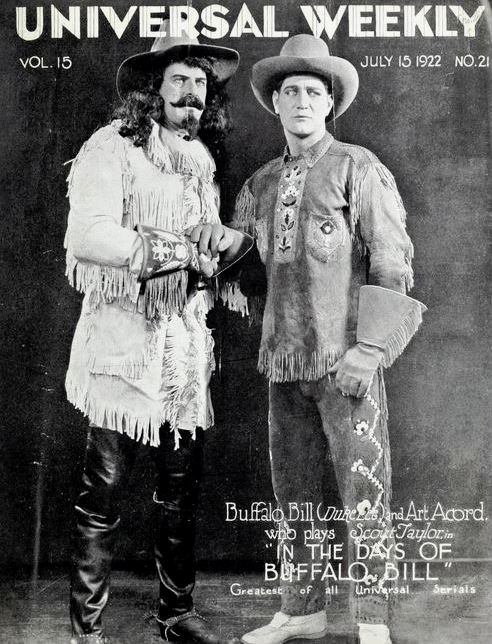
Cartaz do seriado In the Days of Buffalo Bill (1922), com Art Acord e Duke R. Lee.

Acord começou na área cinematográfica como dublê, em 1909, para a Bison Company. Trabalhou para a Bison, Selig Polyscope Company, Incorporated, New York Motion Picture Company, Kalem Company, Jesse L. Lasky Feature Play Company, American Film Company, Associated-Ramona, Kriterion, Fox Film Corporation, Fairbanks, Universal Pictures, Sameth, Truart, Exhibitors Film e Davis de 1912 a 1929.[carece de fontes?] Seu primeiro filme, não-creditado, foi Pride of the Range,[carece de fontes?] lançado em 1910.
Ele se tornou uma das estrelas dos filmes Westerns, e era referido, algumas vezes, como o Mórmon cowboy. Uma célebre estrela de rodeio, Acord não só agiu mas também escreveu roteiros e trabalhou com um dublê. Ele fez mais de 100 filmes de curta-metragem, muitos dos quais foram perdidos.
No final da guerra, ele retornou para a cinema, aparecendo em uma série de filmes curtos populares e como Buck Parvin, o personagem-título para diversos curta-metragens da Universal Pictures.
Atuou em diversos seriados, em papéis principais, entre eles The White Horseman, em 1921; In the Days of Buffalo Bill, em 1922; e The Oregon Trail, em 1923, ao lado de Louise Lorraine, sua futura esposa.
Devido ao alcoolismo e a sua incapacidade de adaptar-se ao cinema falado, a carreira de Acord desvaneceu-se, e ele acabou atuando em shows de estrada e mineração no México. Seu último filme foi Trailin' Trouble,[carece de fontes?] em 1930, num papel não creditado.

## Vida pessoal
Acord foi casado três vezes. Seu primeiro casamento foi com a atriz Edythe Sterling,[carece de fontes?] em 1913, divorciando-se em 1916. Em 1920, casou com a atriz Edna May Nores. Nores pediu o divórcio em abril de 1924 citando infidelidade e abuso físico, e o divórcio foi completado no próximo ano. Seu terceiro casamento foi com a atriz Louise Lorraine, em 14 de abril de 1926, e divorciaram-se em junho de 1928.

## Morte
Em 4 de janeiro de 1931, Acord morreu em um hospital em Chihuahua, no México, pouco depois de consumir o veneno. De acordo com relatórios publicados, Acord estava sofrendo de depressão e disse ao médico que o tratou, pouco antes de morrer, que intencionalmente tomara veneno porque queria morrer. O corpo de Acord foi mandado de trem para a Califórnia, onde ele teve um funeral com honra militar e foi sepultado no Forest Lawn Memorial Park Cemetery em Glendale, Califórnia.[carece de fontes?]
Embora a polícia mexicana tenha declarado oficialmente sua morte como suicídio, muitos dos seus amigos ao longo dos anos insistiram que ele havia sido assassinado por um político mexicano que descobrira um caso amoroso de Art Acord com sua esposa.[carece de fontes?]
Por sua contribuição para o cinema, Acord tem uma estrela na Calçada da Fama, no 1709 Vine Street.

## Filmografia parcial
| Ano  | Título                             | Papel                                   | Notas                        |
| ---- | ---------------------------------- | --------------------------------------- | ---------------------------- |
| 1910 | Pride of the Range                 |                                         | Curta-metragem Dublê         |
| 1910 | The Two Brothers                   |                                         | Curta-metragem Dublê         |
| 1910 | The Sergeant                       | Índio                                   | Curta-metragem               |
| 1911 | Range Pals                         | Cowhand                                 | Curta-metragem Não-creditado |
| 1911 | The White Medicine Man             |                                         | Curta-metragem Não-creditado |
| 1912 | Custer's Last Fight                | Trooper                                 | Curta-metragem               |
| 1912 | The Invaders                       | Telegrafista                            | Dublê                        |
| 1912 | On the Warpath                     | Arrow Head, as a Young Brave            | Curta-metragem               |
| 1913 | The Claim Jumper                   | Deputado                                | Curta-metragem               |
| 1914 | The Squaw Man                      | Art – Homem na cidade                   |                              |
| 1914 | The Cherry Pickers                 | Hussar                                  | Curta-metragem               |
| 1915 | Buckshot John                      | Hairtrigger Jordan                      | Curta-metragem               |
| 1915 | The Cowboy's Sweetheart            | Jim Lawson, Cowboy                      | Curta-metragem               |
| 1915 | A Cattle Queen's Romance           | Bart, Dallia Ranch Cowboy               | Curta-metragem               |
| 1916 | Margy of the Foothills             | Ben Marlin                              | Curta-metragem               |
| 1916 | Curlew Corliss                     | Curlew Corliss                          | Curta-metragem               |
| 1916 | Under Azure Skies                  | Bill Hardy                              | Curta-metragem               |
| 1917 | Heart and Soul                     | Papel indeterminado                     | Não-creditado                |
| 1917 | The Show Down                      |                                         |                              |
| 1917 | Cleopatra                          | Kephren                                 | Filme perdido                |
| 1918 | Headin' South                      |                                         | Filme perdido                |
| 1919 | The Wild Westerner                 | Larry Norton                            | Curta-metragem               |
| 1919 | The Fighting Line                  | Mart Long                               | Curta-metragem               |
| 1919 | The Kid and the Cowboy             | Jud                                     | Curta-metragem               |
| 1920 | The Fiddler of the Little Big Horn |                                         | Curta-metragem               |
| 1920 | Call of the West                   |                                         | Curta-metragem               |
| 1920 | The Moon Riders                    | Buck Ravelle, a Ranger                  | Seriado                      |
| 1921 | The White Horseman                 | Wayne Allen/The White Horseman          | Seriado                      |
| 1921 | Winners of the West                | Arthur Standish/The Mysterious Spaniard | Seriado                      |
| 1921 | Fair Fighting                      | Bud Austin                              | Curta-metragem               |
| 1922 | Go Get 'em Gates                   | Go Get 'em Gates                        | Curta-metragem               |
| 1922 | Tracked Down                       | Barney McFee, RCMP                      | Curta-metragem               |
| 1922 | In the Days of Buffalo Bill        | Art Taylor                              | Seriado                      |
| 1923 | The Oregon Trail                   | Jean Brulet                             | Seriado                      |
| 1924 | Fighting for Justice               | Bullets Bernard                         |                              |
| 1924 | Looped for Life                    | Buck Dawn                               |                              |
| 1925 | Three in Exile                     | Art Flanders                            |                              |
| 1925 | The Circus Cyclone                 | Jack Manning                            |                              |
| 1925 | The Call of Courage                | Steve Caldwell                          |                              |
| 1926 | The Set-Up                         | Deputado Art Stratton                   |                              |
| 1926 | The Terror                         | Art Downs                               |                              |
| 1926 | Lazy Lightning                     | Lance Lighton                           |                              |
| 1927 | Loco Luck                          | Bud Harris                              |                              |
| 1927 | The Western Rover                  | Art Seaton/Art Hayes                    |                              |
| 1927 | Spurs and Saddles                  | Jack Marley                             |                              |
| 1928 | Two-Gun O'Brien                    | Two-Gun O'Brien                         |                              |
| 1928 | His Last Battle                    |                                         |                              |
| 1929 | The White Outlaw                   | Johnny "The White Outlaw" Douglas       |                              |
| 1929 | The Arizona Kid                    | Bill "The Arizona Kid" Strong           | Título alternativo: Pursued  |
| 1929 | Fighters of the Saddle             | Dick Weatherby                          |                              |